# وحدت حنانوف
وحدت حنانوف (تاجیکی: Ваҳдат Ҳаннонов؛ زادهٔ ۲۵ ژوئیهٔ ۲۰۰۰) بازیکن فوتبال اهل تاجیکستان است که در پست دفاع میانی برای باشگاه فوتبال سپاهان در لیگ برتر خلیج فارس و تیم ملی تاجیکستان بازی می‌کند.

## دوران باشگاهی

### زسکا پامیر
حنانوف برای زسکا پامیر در شکست ۱–۴ در برابر باشگاه فوتبال استقلال تاجیکستان در ۹ مه ۲۰۱۹ گلزنی کرد.

### پرسپولیس
در ۱۶ آبان ۱۴۰۰، استقلال تاجیکستان پیوستن دو بازیکن این تیم، وحدت حنانوف و منوچهر صفروف را به پرسپولیس تأیید کرد. این دو بازیکن به نخستین تاجیک‌های فوتبال ایران تبدیل شدند.
در جریان بازی پرسپولیس و ذوب‌آهن در یک‌هشتم پایانی جام حذفی، گل‌محمدی، سرمربی پرسپولیس در نیمه دوم وحدت حنانوف را به جای فرشاد فرجی وارد زمین کرد تا او نخستین بازی‌اش را برای تیم تازه‌اش انجام دهد.
حنانوف در جریان دیدار تیم های تراکتور و پرسپولیس از هفته بیست و دوم لیگ برتر ایران فصل ۱۴۰۲–۱۴۰۱ و در شرایطی که بازی با تساوی ۲–۲ دنبال می شد، گل پیروزی بخش پرسپولیس را در دقیقه ۹۵ به ثمر رساند تا پرسپولیس پیروزی مهمی را در راه رسیدن به قهرمانی لیگ کسب کند.

## دوران ملی
حنانوف نخستین بازی خود را برای تیم بزرگسالان کشورش در ۱۶ دسامبر ۲۰۱۸، برابر عمان انجام داد.
تورنمنت کافا ۲۰۲۳
حنانوف در تورنمنت کافا در ترکیب تیمش بود و توانست در دیدار برابر عمان تک گل تیمش را به ثمر برساند.
جام ملت های آسیا ۲۰۲۳
وحدت حنانوف در جام ملت های آسیا ۲۰۲۳ نیز در ترکیب اصلی تیمش بود و توانست در برابر امارات اولین گل خودش در این رقابت‌ها را به‌ثمر برساند.
در بازی مقابل اردن حنانوف به اشتباه دروازه خودی را باز کرد و تاجیکستان در اولین حضور در این مسابقات به نیمه نهایی نرسید و در جمع هشت تیم برتر این جام قرار گرفت.

## آمار

### باشگاهی
تا تاریخ ۱۸ اردیبهشت ۱۴۰۴
| باشگاه               | دسته                 | فصل                  | لیگ  | لیگ | جام حذفی | جام حذفی | آسیا | آسیا | سوپرجام | سوپرجام | مجموع | مجموع |
| باشگاه               | دسته                 | فصل                  | بازی | گل  | بازی     | گل       | بازی | گل   | بازی    | گل      | بازی  | گل    |
| -------------------- | -------------------- | -------------------- | ---- | --- | -------- | -------- | ---- | ---- | ------- | ------- | ----- | ----- |
| ایستیکلول تاجیکستان  | لیگ عالی             | ۲۰۲۰                 | ۱۱   | ۰   | ۰        | ۰        | ۰    | ۰    | ۰       | ۰       | ۱۱    | ۰     |
| ایستیکلول تاجیکستان  | لیگ عالی             | ۲۰۲۱                 | ۲۰   | ۵   | ۰        | ۰        | ۷    | ۱    | ۱       | ۰       | ۲۸    | ۶     |
| مجموع استقلال دوشنبه | مجموع استقلال دوشنبه | مجموع استقلال دوشنبه | ۳۱   | ۵   | ۰        | ۰        | ۷    | ۱    | ۱       | ۰       | ۳۹    | ۶     |
| پرسپولیس             | لیگ برتر             | ۲۲–۲۰۲۱              | ۸    | ۰   | ۲        | ۰        | ۰    | ۰    | ۱       | ۰       | ۱۱    | ۰     |
| پرسپولیس             | لیگ برتر             | ۲۳–۲۰۲۲              | ۱۰   | ۱   | ۵        | ۰        | ۰    | ۰    | ۰       | ۰       | ۱۵    | ۱     |
| پرسپولیس             | لیگ برتر             | ۲۴–۲۰۲۳              | ۱۱   | ۰   | ۱        | ۰        | ۴    | ۰    | ۰       | ۰       | ۱۶    | ۰     |
| مجموع پرسپولیس       | مجموع پرسپولیس       | مجموع پرسپولیس       | ۲۹   | ۱   | ۸        | ۰        | ۴    | ۰    | ۱       | ۰       | ۴۲    | ۱     |
| سپاهان               | لیگ برتر             | ۰۴–۱۴۰۳              | ۱۷   | ۰   | ۱        | ۰        | ۵    | ۱    | ۱       | ۰       | ۲۴    | ۱     |
| مجموع آمار           | مجموع آمار           | مجموع آمار           | ۷۷   | ۶   | ۹        | ۰        | ۱۶   | ۲    | ۳       | ۰       | ۱۰۵   | ۸     |

### بازی‌های ملی
تا تاریخ ۱۰ ژوئن ۲۰۲۵
| تاجیکستان | تاجیکستان | تاجیکستان | تاجیکستان |
| سال       | بازی      | گل        | پاس گل    |
| --------- | --------- | --------- | --------- |
| ۲۰۱۸      | ۲         | ۰         | ۰         |
| ۲۰۲۰      | ۱         | ۰         | ۰         |
| ۲۰۲۱      | ۷         | ۰         | ۰         |
| ۲۰۲۲      | ۸         | ۰         | ۰         |
| ۲۰۲۳      | ۷         | ۲         | ۱         |
| ۲۰۲۴      | ۱۲        | ۲         | ۱         |
| ۲۰۲۵      | ۳         | ۱         | ۰         |
| مجموع     | ۴۰        | ۵         | ۲         |

### گل‌های ملی
| شماره | تاریخ          | میزبان | بازی ملی | حریف       | نتیجه | رقابت                        |
| ----- | -------------- | ------ | -------- | ---------- | ----- | ---------------------------- |
| ۱     | ۱۴ ژوئن ۲۰۲۳   | تاشکند | ۲۰       | عمان       | ۱–۱   | تورنمنت کافا ۲۰۲۳            |
| ۲     | ۸ سپتامبر ۲۰۲۳ | بیشان  | ۲۲       | سنگاپور    | ۲–۰   | دوستانه                      |
| ۳     | ۲۸ ژانویه ۲۰۲۴ | الریان | ۳۰       | امارات     | ۱–۱   | جام ملت‌های آسیا ۲۰۲۳         |
| ۴     | ۱۱ ژوئن ۲۰۲۴   | دوشنبه | ۳۵       | پاکستان    | ۳–۰   | مقدماتی جام جهانی ۲۰۲۶       |
| ۵     | ۲۵ مارس ۲۰۲۵   | دوشنبه | ۳۹       | تیمور شرقی | ۱–۰   | مقدماتی جام ملت‌های آسیا ۲۰۲۷ |

## افتخارات

### استقلال تاجیکستان
- لیگ عالی تاجیکستان (۱): ۲۰۲۰[۸]
- سوپرجام تاجیکستان (۱): ۲۰۲۱[۹]

•پرسپولیس
- لیگ برتر خلیج فارس
  - قهرمان (۲): ۰۲–۱۴۰۱، ۰۳–۱۴۰۲
  - نائب قهرمان (۱): ۰۱–۱۴۰۰
- جام حذفی فوتبال ایران
  - قهرمان (۱): ۰۲–۱۴۰۱

•سپاهان
- سوپر جام فوتبال ایران
  - قهرمان (۱): ۱۴۰۳
- لیگ برتر خلیج فارس
  - نائب قهرمان (۱): ۰۴–۱۴۰۳